# Orendain
Orendain és un municipi de Guipúscoa, de la comarca del Tolosaldea.

## Etimologia
Segons filòlegs com Julio Caro Baroja o L. M. Mujika els topònims bascos que acaben en la terminació -ain són en la seva major part fruit de l'evolució del sufix llatí -anum. En origen aquest sufix -anum solia anar unit a un nom propi i indicava una propietat de caràcter rústic. En el cas de Orendain, aquests filòlegs remenaven la possibilitat que aquest nom fos Aurentius. Aquesta hipòtesi filològica remuntaria l'origen de la població de Orendáin a l'època romana. A Navarra existeix una barriada anomenada Orendain en el municipi de Girgillano. Històricament el nom del municipi s'ha escrit com Orendain, però en 1988 quan el municipi va recuperar la seva independència es va inscriure sota el nom de Orendain.

## Geografia
Orendain es troba en la zona centre-sud de la província de Guipúscoa. El poble se situa en un altell que forma part dels últims estreps de la Serra d'Aralar i que domina la vall del riu Oria a 329 metres d'altitud. A est i oest dues valls limiten el municipi, fent els rierols d'Ibiur i Amézqueta respectivament, de límits municipals. Gairebé tot el municipi es troba cobert de prats i cultius de tipus atlàntic, a més de plantacions de coníferes. En algunes zones es conserven retalls de bosc mixt atlàntic.